# Dighton (Massachusetts)
Dighton es un pueblo ubicado en el condado de Bristol en el estado estadounidense de Massachusetts. En el Censo de 2010 tenía una población de 7.086 habitantes y una densidad poblacional de 121,04 personas por km².

## Geografía
Dighton se encuentra ubicado en las coordenadas 41°50′6″N 71°9′5″O / 41.83500, -71.15139. Según la Oficina del Censo de los Estados Unidos, Dighton tiene una superficie total de 58.54 km², de la cual 57.04 km² corresponden a tierra firme y (2.56%) 1.5 km² es agua.

## Demografía
Según el censo de 2010, había 7.086 personas residiendo en Dighton. La densidad de población era de 121,04 hab./km². De los 7.086 habitantes, Dighton estaba compuesto por el 96.64% blancos, el 0.79% eran afroamericanos, el 0.17% eran amerindios, el 0.66% eran asiáticos, el 0% eran isleños del Pacífico, el 0.32% eran de otras razas y el 1.41% pertenecían a dos o más razas. Del total de la población el 1.47% eran hispanos o latinos de cualquier raza.